# 奧托夫拉達提斯
奧托夫拉達提斯 （希臘語：Aυτoφραδάτης; 前四世紀人物），是波斯裔的傑出將領，歷經阿契美尼德帝國阿爾塔薛西斯三世和大流士三世兩代君主，曾試圖對抗馬其頓亞歷山大大帝的入侵。
奧托夫拉達提斯在阿爾塔薛西斯三世時期就嶄露他的軍事才華，他率軍把反叛的赫勒斯滂弗里吉亞總督阿爾塔巴左斯擊敗，並俘虜，但最後釋放了阿爾塔巴左斯。大流士三世在位時亞歷山大入侵波斯帝國，奧托夫拉達提斯聽從羅德島的門農指揮。前333年門農去世後，奧托夫拉達提斯和法那巴佐斯繼承艦隊司令的職務，並繼續進行門農的戰略，他們攻下門農時未能占領的米蒂利尼。之後法那巴佐斯率艦隊一部份壓著戰俘前往呂基亞，而奧托夫拉達提斯繼續進攻愛琴海響應亞歷山大的希臘諸島。不久，法那巴佐斯前來會合，兩人於是進攻忒涅多斯島（Tenedos）並讓迫使他們投降。在這段期間奧托夫拉達提斯也圍攻密細亞的阿塔內斯（Atarneus），但沒有攻下。

## 來源
1. ↑   狄摩西尼, Speeches, "Against Aristocrates"
2. ↑   阿利安, 亞歷山大遠征記, ii. 1
3. ↑   亞里斯多德, 政治學, ii. 4

- 威廉·史密斯，《希腊羅馬的神話和傳記辭典》, "Autophradates", 波士頓, (1867)